# Japansk skimmia
Japansk skimmia (Skimmia japonica) er en mellemstor, stedsegrøn busk med en tætgrenet vækst. Busken bliver dyrket i haver og parker som surbundsplante på grund af det læderagtige løv og de duftende blomster.

## Kendetegn
Japansk skimmia er en stedsegrøn busk med en tærgrenet vækst. Skuddene er tynde og cirkerunde i tværsnit. Barken er først glat og lysegrøn, men senere bliver den lysegrå med spredte korkporer. Gamle grene får efterhånden en svagt opsprækkende bark. Bladene er spredt stillede, men rosetagtigt samlede ved skudspidserne. De er hele og elliptiske med hel bladrand til lancetformede småblade, der har en tandet bladrand. Begge bladsider er hårløse med en friskgrøn overside og en gulgrøn underside. Blomstringen indledes med dannelse af knopper om efteråret. Det følgende forår (april-maj) springer blomsterne ud. De er samlet i tætte, endestillede stande. De enkelte blomster har fire hvide til lyserøde kronblade. Frugterne er ærtestore, røde bær med hver ét frø.
Rodsystemet er meget tæt forgrenet med højtliggende finrødder. Planten er svagt giftig. Blomsterne dufter sødt.
Japansk skimmia når en højde på 1,5 m og en kronediameter på ca. 2 m.

## Hjemsted
Japansk skimmia hører hjemme i skove og buskadser i Japan (Hokkaido, Honshu, Kyushu, Ryukyu-øerne og Shikoku), på Taiwan og i den østlige del af den Russisk fjernøsten (Kurilerne og Sakhalin). Her vokser den på humusrig, fugtig og næringsrig jord. Arten bruges ofte som surbundsplante, men tåler et ret højt indhold af kalk i jorden.. På den sydlige del af Tsukuba-bjergkæden i Ibaraki-præfekturet (på østkysten af Honshu), Japan, vokser arten sammen med bl.a. skæbnetræ, butbladet liguster, Castanea crenata (en art af kastanje), djævletræ, dværgazalea, Eriobotrya japonica ("japanmispel"), fliget kranstop, guldbåndslilje, haveaucuba, havehortensia, Hosta sieboldiana, hvid fredløs, hvid jodplante, hvid morbær, hækberberis, japanpileurt, japansk akshale, japansk asters, japansk avnbøg, japansk blommetaks, japansk blåregn, japansk bøg, japansk el, japansk fyr, japansk konvalbusk, japansk kryptomeria, japansk løn, japansk prydæble, japansk røn, japansk spiræa, japansk stjerneanis, japansk styrax, japansk sølvlys, japansk zelkova, kalopanax, kantet konval, kurilermagnolia, manchurisk aralie, mangeblomstret sølvblad, ranunkelbusk, Quercus glauca (en art af eg), rødnervet løn, smalbladet perikon, solcypres, stikkelbærkiwi, stuearalie, tofarvet kløverbusk, vingebenved, Vitis thunbergii (en art af vin) og ægte kamelia

## Galleri
|  |  |  |
|  |  |  |